# Бура (село)
Бура́ (крим. Bura, з 1948 по 2023 рік — Ла́зарівка) — село Сімферопольського району Автономної Республіки Крим.
Відстань від райцентру до населеного пункта становить 15 кілометрів по прямій.
Назва перекладається як «штормовий вітер», «шквал»; також це родове та особисте і'мя.
У 2015 році село було внесено до переліку населених пунктів, які потрібно перейменувати згідно із законом «Про засудження комуністичного та націонал-соціалістичного (нацистського) тоталітарних режимів в Україні та заборону пропаганди їхньої символіки».